# ARC(K)
ARC(K)X-1 (сокр. от Amphibious Research Craft Keeled Experimental One, с англ. — «экспериментальное килевое амфибийное исследовательское транспортное средство первой модели», также именуемая Hydrokeel — «гидрокилевая машина») — американская опытная колёсная амфибийная машина на воздушной подушке, предназначавшаяся для оперативной доставки морского десанта и грузов с кораблей-носителей экспедиционных сил на береговой плацдарм. Разрабатывалась для замены в войсках плавающих вездеходов типа DUKW, а также для нужд флота. На вооружение не поступала, серийно не производилась.

## Предыстория
Со времён окончания Второй мировой войны на Тихоокеанском театре военных действий, в особенности таких десантных операций, которые имели место в ходе Бугенвильской кампании и битвы за Тараву, американских конструкторов морских десантно-транспортных средств занимал вопрос увеличения скорости движения средств доставки десанта на плаву при сохранении или усилении их бронезащиты и при сохранении устойчивости на воде, что позволило бы, во-первых, снизить количество потерь от огня береговых орудий и пулемётов, во-вторых, увеличить расстояние между местом приводнения средств доставки десанта и местом их выезда на берег, что, в свою очередь, позволило бы кораблям-носителям не приближаться к берегу на расстояние эффективного огня береговой артиллерии и увеличило общие шансы на успех морской десантной операции. «Одним из главных достижений морских десантных операций будущего станет движение надводных десантно-высадочных средств от корабля к берегу, которое займёт не более трети от времени, затрачиваемого на это сегодня. „Гидрофойлы“ [машины на подводных крыльях], „гидрокили“ [машины на воздушной подушке катамаранного типа] и „гидроскиммеры“ [суда на воздушной подушке тримаранного типа] довезут морпеха до берега на скоростях выше тридцати узлов», — так писал по этому поводу контр-адмирал Дж. Маккейн, один из главных инициатиров и идейных вдохновителей разработки новых образцов для американского флота и морской пехоты. Из трёх указанных десантно-транспортных средств по типу движителя, Маккейн отдавал предпочтение гидрокилевым, идея которого была сформулирована и развита военно-морским инженером Робертом Пристом, бывшим в течение восьми лет сотрудником Бюро кораблестроения ВМС США, к концу 1950-х годов уже возглавлявшим судостроительную корпорацию «Энтай-фрикшн халл» в Северна-Парк, штат Мэриленд и создававшим гидрокилевые машины и суда как для военных нужд, так и для гражданского рынка. Интерес к разработкам Приста проявили флотские чины и офицеры морской пехоты, на флоте провели собственные исследования мореходных качеств гидрокилевых плавсредств в опытовом бассейне им. Дэвида Тейлора в Кардероке, штат Мэриленд.

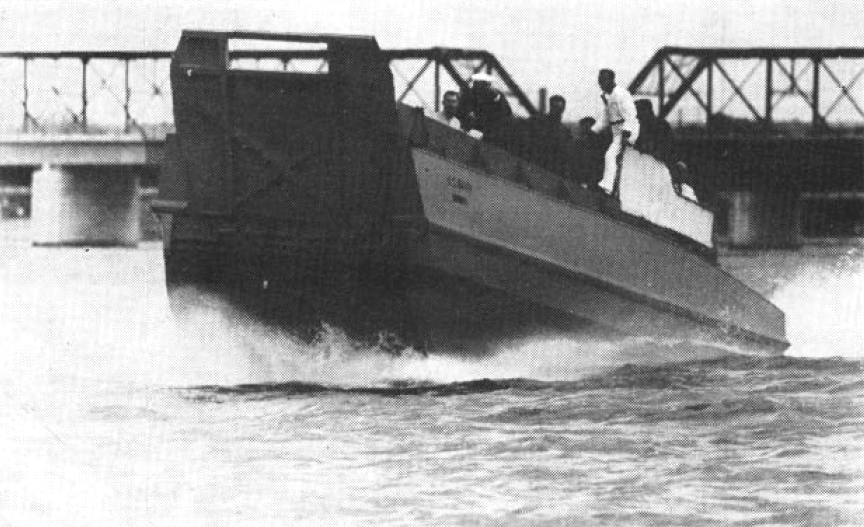
Опытный прототип LCVP(K) во время флотских испытаний на реке Потомак

В июле 1961 года, в рамках флотской программы разработки новых средств доставки десанта LCVP (Landing Craft Vehicle Personnel), ВМС закупили для опытной эксплуатации модель судна военного назначения на воздушной подушке с аппарелью, разработанную Пристом, которая имела 10973 мм (36 футов) в длину и могла перевозить до 2720 кг груза при скорости движения 56 км/ч. На флоте этому прототипу был присвоен индекс LCVP(K), испытания машины проходили на реке Потомак вблизи Чесапикского залива.

## Конкурс
В начале 1960-х годов, на начальном этапе Второй Индокитайской войны Бюро кораблестроения ВМС США реализовывало программу разработки новых плавающих машин поддержки десанта FASV (Fast Amphibious Support Vehicle), предназначенных для обеспечения действий экспедиционных формирований Корпуса морской пехоты. В рамках указанной программы, бюро заключило контракт на сумму $99 тыс. с авиастроительной компанией «Белл аэросистемз» в Баффало, штат Нью-Йорк, к тому времени ставшей филиалом многоотраслевой промышленной группы «Текстрон», на разработку опытной быстроходной колёсной амфибийной машины на воздушной подушке, получившей временный индекс ARC(K). Заказ выполнялся совместно с корпорацией «Энтай-фрикшн халл», с которой было заключено лицензионное соглашение (её президенту принадлежали права на изобретение — гидрокилевую конструкцию днища машины) и которая по субподряду занималась изготовлением и испытаниями опытного прототипа.
Независимо от «Белл аэросистемз» и компании-партнёра, в программе принимали самостоятельное участие конкурирующие проекты других изготовителей — колёсные десантные машины на подводных крыльях LVHX-1 компании «Лайкоминг» в Стратфорде, штат Коннектикут (филиал корпорации «Авко») и LVHX-2 корпорации «Фуд машинери энд кемикал» в Сан-Хосе, Калифорния, и колёсные десантные машины с корпусом глиссирующего типа LVW-1 и LVW-2 компании «Ингерсолл» в Каламазу, штат Мичиган (филиал корпорации «Борг-Уорнер»). Каждая из перечисленных машин обладала теми или иными преимуществами и недостатками перед остальными.
Постройка опытного прототипа в варианте исполнения «Энтай-фрикшн халл» была завершена к началу лета 1964 года, после чего начались её испытания.

## Конструкция
В основе левитационного движителя машины был реализован гидрокилевой принцип (hydrokeel air-cushion principle), являющий собой нечто среднее между сплошными подводными крыльями и динамической воздушной подушкой: по бортам машины слева и справа были смонтированы две жёсткие килевые балки (кили), которые были призваны обеспечить машине устойчивость на воде и формировали пространство для циркуляции воздушного потока, наддув воздуха под днище машины в пространство между килями обеспечивали два центрифуговых нагнетателя, лопасти воздушных винтов которых приводились в движение двигателем марки «Крайслер марин», одновременно с воздушными винтами нагнетателя, скорость машине придавали обычные гребные винты, приводящиеся в движение V-образной спаренной двигательной установкой двигателей воздушного охлаждения марки «Континентал», благодаря которым машина развивала на воде скорость свыше тридцати узлов (55 км/ч), что втрое превышало скорости движения на плаву стандартных средств доставки морского десанта того времени. Конструкция десантного отделения была традиционной для того времени, — как и в других бронированных и небронированных сухопутных и плавающих транспортёрах того времени, десантное отделение было открытым сверху. Гидрокилевой принцип был сформулирован Р. Пристом в 1959 году, за прошедшие пять лет, с 1959 по 1964 год «Энтай-фрикшн халл» было построено пять машин такого типа (последняя из которых была создана совместно с «Белл аэросистемз»).

## Технические характеристики
Ниже представлены основные известные габаритно-технические и мореходные характеристики машины:
- Длина — 11430 мм
- Ширина — 3200 мм
- Осадка — 1600 мм
- Диаметр гребного винта — 660 мм
- Диаметр воздушного винта — 1372 мм
- Основной двигатель — 2 × рядных 6-цилиндр. дизельных воздушного охлаждения Continental (крутящий момент на гребные винты или колёса)
- Вспомогательный двигатель — 1 × V-образный 8-цилиндр. карбюраторный водяного охлаждения Chrysler Marine (крутящий момент на воздушные винты)
- Мощность основной двигательной установки — 484,7 кВт (650 амер. л. с.)
- Мощность вспомогательного двигателя — 216,3 кВт (290 амер. л. с.)
- Давление воздушной подушки — 610,3 кг/м² (5,985 кПа)
- Водоизмещение на этапе испытаний — 12,7 т
- Расчётное водоизмещение — 17,2 т
- Бальность волнения моря (рабочая) — 3 балла
- Высота набегающей волны — до 60 см
- Расчётная скорость движения по воде — 25 узлов (46 км/ч)
- Скорость, достигнутая в ходе испытаний на мерной миле — 35 узлов (65 км/ч)

## Испытания
Машина успешно прошла заводские испытания и в конце июня 1964 года в акватории Чесапикского залива, в районе Анаполиса, штат Мэриленд, прошла демонстрация маневренных возможностей машины перед группой высокопоставленных должностных лиц из числа генералитета морской пехоты и адмиралитета флота. После получения одобрительного заключения от группы представителей заказчика, прототип предполагалось задействовать в прикладной программе исследования свойств гидрокилевого концепта применительно к тяжело нагруженному амфибийному транспортному средству. Войсковые испытания были назначены на базе Исследовательского центра КМП в Куантико, штат Виргиния. По заявлению представителей компании-изготовителя, помимо достижения рекордных скоростей, машина гидрокилевой конструкции была экономичнее, чем десантные машины на подводных крыльях, по таким параметрам как расход топлива, стоимость производства, обслуживания и ремонта, а её амфибийность позволяла продолжать движение по суше после выезда на берег на колёсном ходу, что было существенным преимуществом перед средствами, конструкция которых предусматривала спешивание перевозимого десанта при подходе к берегу, что расширяло спектр потенциально решаемых боевых задач. В отличие же от судов на воздушной подушке камерного или скегового типа, машина демонстрировала меньшие затраты мощности на образование и поддержание рабочего давления воздуха под днищем, как следствие повышенную тяговооружённость и большую грузоподъёмность при меньших топливозатратах и при меньших скоростях движения.
Испытания продолжались до середины 1960-х годов. После сворачивания программы флота FASV, КМП продолжили испытания в рамках реализовывавшейся в 1963—1965 годах программы плавающих машин поддержки сил десанта (Landing Force Amphibious Support Vehicle), в ходе которой были сконструированы деревянные макеты для гидродинамических испытаний в опытовом бассейне, — гидродинамические испытания показали соответствие гидрокилевой конструкции требованиям, предъявляемым к десантно-транспортным средствам. По итогам гидродинамических испытаний макетов и флотских испытаний опытных прототипов, оба прототипа машин на подводных крыльях, — с малопогружёнными подводными крыльями и с крыльями, пересекающими поверхность воды, — были признаны уступающими машине гидрокилевой конструкции. В ходе обсуждения в комитете по ассигнованиям палаты представителей Конгресса США об утверждении военных статей федерального бюджета на 1965—1966 фискальный год, заместитель начальника штаба КМП по научно-исследовательской деятельности бригадный генерал Вуд Кайл запрашивал конгрессменов на утверждение статьи расходов в размере $4,5—5 млн на постройку предсерийного образца гидрокилевой машины и его окончательные государственные испытания перед принятием на вооружение, однако, этот запрос не был одобрен Конгрессом.

## Дальнейшее развитие задела
Опытная быстроходная колёсная амфибийная машина ARC(K) не пошла в серийное производство, но стала прямым предшественником гусеничной штурмовой десантной машины LVA, разработка которой компанией «Белл аэроспейс» пришлась на вторую половину 1970-х годов.